# Ulrique II da Frísia Oriental
Ulrique II da Frísia Oriental (6 de julho de 1605 - 1 de novembro de 1648) herdou o estado da Frísia Oriental após a morte inesperada do seu irmão mais velho, Rudolfo Cristiano. Governou durante a Guerra dos Trinta Anos. A Frísia Oriental não entrou na guerra, mas o general Ernst von Mansfeld tinha as suas tropas estacionadas no território, o que provocava várias tensões. A única cidade livre era Emden devido à sua muralha recentemente construída que a protegia de tropas estrangeiras.

## Família
Ulrique era o filho mais novo de Eno III da Frísia Oriental e Ana de Holstein-Gottorp. Os seus avós paternos eram Edgar II da Frísia Oriental e Catarina da Suécia. Os seus avós maternos eram o duque Adolfo de Holstein-Gottorp e a marquesa Cristina de Hesse.

## Vida
Os historiadores tendem a ter uma visão negativa sobre a vida de Ulrique II. O seu irmão Rudolfo Cristiano morreu inesperadamente, esfaqueado no olho esquerdo depois de uma discussão com com o tenente do exército do general Matias Galas, estacionado no Castelo de Berum e Ulrique aceitou o título de conde com muita relutância. Dizia-se que o conde preferia divertir-se pela cidade, procurando prazer no álcool e em refeições bem preparadas. Quando foi confrontado com a possibilidade de tropas estrangeiras se posicionarem na Frísia Oriental durante a Guerra dos Trinta Anos, Ulrique reagiu de forma bastante passiva e deixou que os seus ministros Viarda e Bobarto governassem o país. Chegou mesmo ao ponto de construir um palácio, o Julianemburgo, em Sandhorst, para a sua esposa Juliana a meio da guerra, quando a população da Frísia Oriental passava por grandes privações. No entanto, também tomou grandes decisões. Arrendou parcelas de pântano em Timel em 1633, uma atitude que levou ao inicio da cultivação de pântanos que levaria à criação do Großefen. Também abriu escolas de Latim, o Ulrichsgymnasium em Noden, em 1631, e o  Gymnasium Ulricianum em Aurich em 1646. Estas instituições de ensino ainda existem nos dias de hoje e continuam a ter o seu nome.
Morreu a 1 de novembro de 1648. Após a sua morte, a sua viúva Juliana foi regente do estado enquanto os seus filhos ainda eram menores de idade.

## Casamento e descendência
Ulrique II casou-se com a marquesa Juliana de Hesse-Darmstadt no dia 5 de março de 1631. O casal teve três filhos:
- Eno Luís da Frísia Oriental (29 de outubro de 1632 - 4 de abril de 1660), casado com a condessa Juliana Sofia de Barby-Mühlingen; com descendência.
- Jorge Cristiano da Frísia Oriental (6 de fevereiro de 1634 - 6 de junho de 1665), casado com a duquesa Cristina Carlota de Württemberg; com descendência.
- Edgar Fernando da Frisa Oriental (12 de julho de 1636 - 1 de janeiro de 1668), morreu aos trinta e um anos de idade; sem descendência.